# Quinua (distrito)
Quinua é um distrito do peru, departamento de Ayacucho, localizada na província de Huamanga.

## Transporte
O distrito de Quinua é servido pela seguinte rodovia:
- PE-28B, que liga o distrito de Pacaycasaà cidade de Ayna [1][2][3]